# Krabilice zlatoplodá
Krabilice zlatoplodá (Chaerophyllum aureum) je dvouletá nebo víceletá monokarpická bylina z čeledi miříkovitých.

## Areál rozšíření
Krabilice zlatoplodá se vyskytuje v pásu od střední a jižní Evropy přes Krym a Turecko až po Írán. V České republice roste především v jihozápadní polovině Čech.

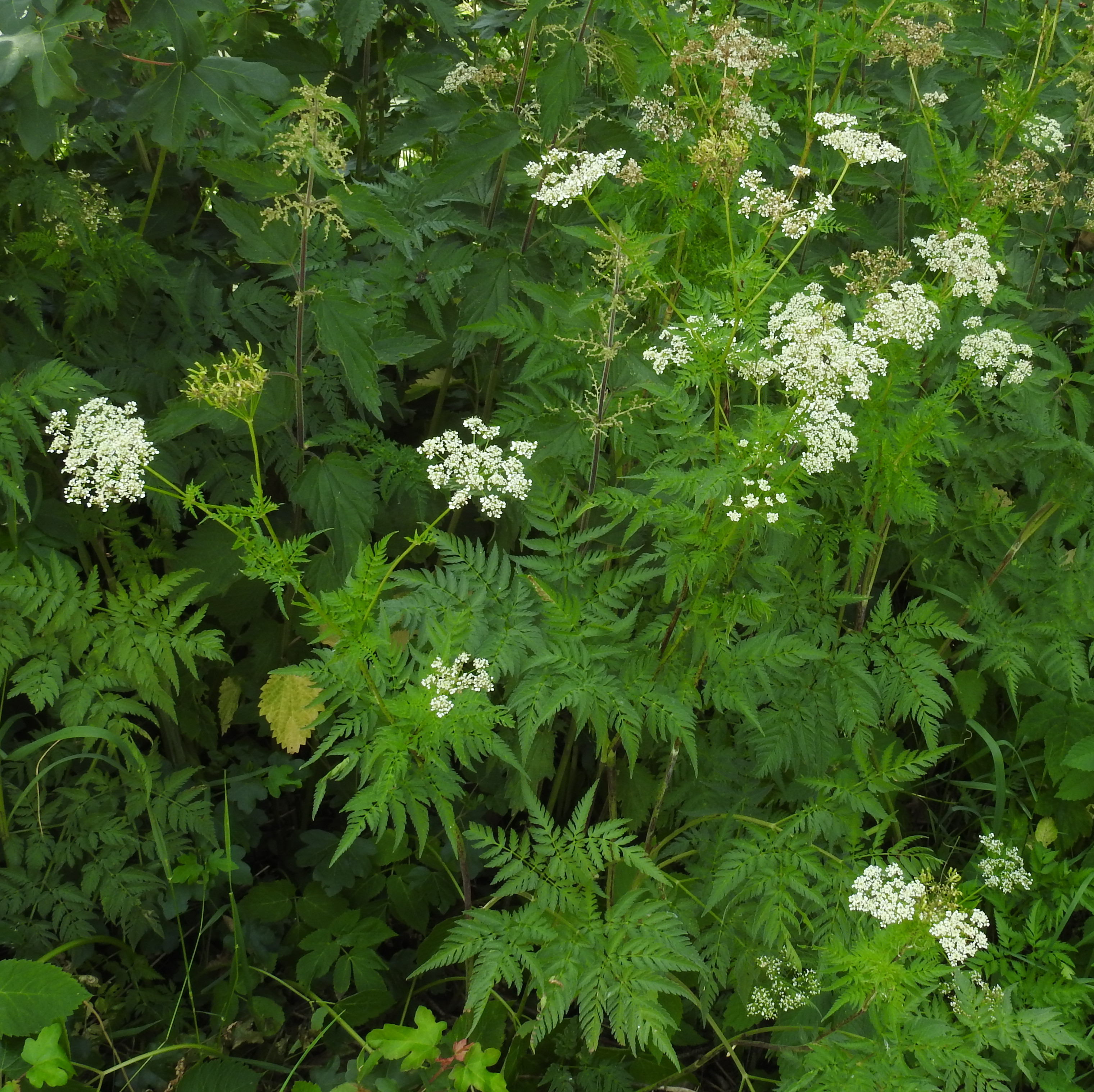

## Popis
Bylina, která dosahuje výšky asi 60 až 130 cm. Tento hemikryptofyt se svým habitem podobá kerblíku lesnímu (Anthriscus sylvestris). Lze ji však od něj jasně odlišit podle červeně skvrnité štětinaté lodyhy a tvaru plodů.

## Ekologie
Vyhovují jí čerstvě vlhké, mírně kyselé, živinami (především dusíkem) bohatě zásobené půdy. Roste obvykle v polostinných podmínkách v nitrofilních lesních lemech, křovinách a v ruderální vegetaci; je diagnostickým druhem asociace Chaerophylletum aurei svazu Aegopodion podagrariae (nitrofilní ruderální vegetace vytrvalých širokolistých bylin).